# Pizza de kebab
La pizza de kebab es un tipo de pizza sueca con carne de kebab y otros ingredientes, que suele variar de un restaurante a otro. Combinación de las cocinas italiana y de Oriente Medio, la pizza de kebab fue creada por inmigrantes de Oriente Medio en la década de 1980. Desde su creación, ha ido ganando popularidad y es una de las pizzas más populares de Suecia y uno de los platos de comida rápida más populares en general. Debido a su popularidad, el plato ha alcanzado una posición de prominencia cultural en Suecia, así como en toda Escandinavia, siendo invocado a veces en la cultura popular y la política.

## Origen e historia
La pizza de kebab se inventó en Suecia y combina la cocina italiana y medioriental. La primera pizzería de Suecia abrió en Västerås en 1947, tras la llegada a la ciudad de 300 trabajadores invitados procedentes de Italia. En la década de 1960 se fundaron más pizzerías y la pizza se convirtió poco a poco en la comida rápida más común del país. Tras la primera oleada de inmigración italiana a Suecia, pocos italianos se trasladaron al país con la ambición de hacer pizzas. Posteriormente, las pizzerías suecas han sido regentadas mayoritariamente por inmigrantes de Oriente Medio y los Balcanes que no pudieron encontrar trabajo en los campos en los que se habían formado en sus países de origen y adoptaron la fabricación de pizzas como primer negocio. En la década de 1980, empezaron a surgir restaurantes de kebab y falafel por toda Suecia, y en muchas ciudades pequeñas era habitual que los restaurantes ofrecieran tanto pizza como kebab. La pizza de kebab se originó en algún momento de esta época, aunque se desconoce el creador original y el momento exacto.
Según la empresa alimentaria sueca Schysst käk, el origen de la pizza de kebab se remonta a 1982. A diferencia de muchos otros platos influyentes, ninguna pizzería de Suecia ha reivindicado ser el punto de origen de esta pizza. El primer registro conocido de una pizza de kebab en las colecciones de menús de la Biblioteca Nacional de Suecia data de 1986 y es de Pizza Dali en Höglandstorget, en Bromma. Pizza Dali llamaba a su pizza «shish kebab-pizza» e incluía tomates, queso, cebollas, pimientos y solomillo. El siguiente registro más antiguo es de 1988, en la Pizzeria Amigo de Eksjö, donde la pizza llevaba queso, tomates, carne de kebab, cebollas, champiñones, friggitelli y salsa bearnesa.

## Variedades
Las pizzas de kebab pueden variar mucho de un restaurante a otro. Suelen llevar carne de kebab, cebolla, friggitelli y salsa. La carne de kebab suele ser de ternera, pero a veces se sustituye por pollo. La salsa utilizada, llamada salsa de kebab (kebabsås) en Suecia, suele ser una mezcla de yogur o crema agria y diversas especias. La diferencia más significativa entre las pizzas de kebab de distintas pizzerías es si también se añaden a la pizza los acompañamientos habituales del kebab (como patatas fritas y lechuga).
Algunas pizzerías también sirven una «Viking kebab pizza», una pizza de kebab que se ha doblado para asemejarse a la forma de un barco vikingo. En 2021, el equipo nacional de fútbol masculino de Suecia creó la «pizza de fútbol» (fotbollspizza), una variante de la pizza de kebab con kebab, queso mozzarella, salsa de tomate, salsa de ajo, hierbas, champiñones, cebolla, guindilla y ensalada de pizza. Las pizzas de kebab veganas pueden sustituir la carne de kebab por seitán o kebab de soja.

## Difusión internacional
Aunque la pizza de kebab sigue siendo más prolífica en Suecia, también se ha extendido internacionalmente, incluso a Italia. Los ingredientes exactos utilizados varían de un país a otro. En Noruega, por ejemplo, es habitual que los ingredientes de las pizzas de kebab incluyan maíz y en Dinamarca y Finlandia, ajo. En el Reino Unido, las pizzas de kebab suelen llevar carne de cordero.
Las pizzerías que sirven pizzas al estilo sueco y los restaurantes de kebab también han extendido la pizza de kebab, con pocas diferencias del original sueco, incluso más allá internacionalmente a países como Estados Unidos, España, Australia, y Malta. Pizza Karma, un restaurante de Mineápolis, Minnesota, inaugurado en 2018, sirve pizzas de kebab de pollo inspiradas en la cocina india.
En 2020, los restaurantes británicos Domino's Pizza empezaron a ofrecer pizzas de kebab en forma de «beef doner pizza», aunque sólo estuvo disponible durante un tiempo limitado. Domino's también sirve pizzas de kebab de pollo con salsa de ajo en Francia y en los Países Bajos. Pizza Hut ha experimentado con pizzas de kebab en Pakistán, con resultados dispares, en un intento de atraer al mercado local, introduciendo productos como la «bihari kabob pizza», con carne aliñada con masala y aceite de mostaza. También se han empezado a vender pizzas de kebab congeladas a escala internacional, por ejemplo en el supermercado británico Iceland.
Aunque ambos platos no están relacionados, la escritora sueca Jenny Damberg ha comparado la pizza de kebab con el lahmacun de Oriente Medio, un tipo de pan plano a veces cubierto con carne de kebab.

## Cultura

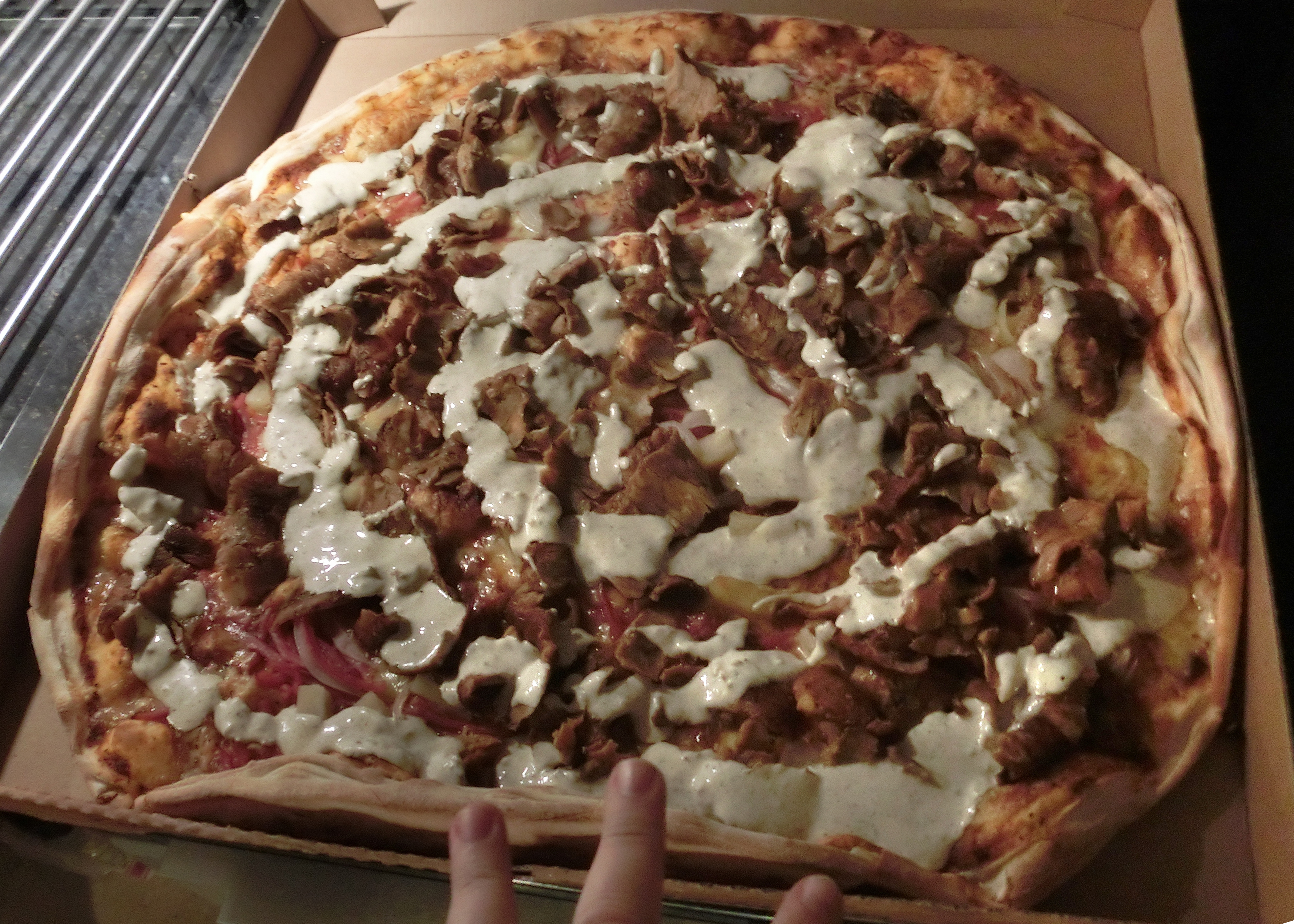
Pizza de kebab de la Pizzeria La Bella en Gnosjö, Suecia

La pizza de kebab ha alcanzado una posición de prominencia cultural en Suecia y es un alimento reconfortante y comida para la resaca. Aunque rara vez se considera parte de la cocina tradicional sueca, la pizza de kebab ha sido descrita como uno de los «platos más reconocibles de Suecia», una de las «comidas más suecas», la «comida sueca rara más esencial» y una «creación exclusivamente sueca». El escritor sueco Marcus Priftis describió la pizza de kebab en 2012 como una «innovación culinaria típicamente sueca» que no podría haberse inventado en ningún otro lugar; Priftis señaló que su creación solo era posible en un país donde los mismos cocineros elaboraban tanto kebab como pizzas y donde los consumidores ven ambos alimentos como productos intercambiables. Priftis señaló además que, aunque fue desarrollada por inmigrantes, lo fue para el público sueco en general, por lo que, en su opinión, era un ejemplo de la evolución de la cultura sueca y no de la «cultura de los inmigrantes». La escritora sueca Annika Windahl Pontén ha comparado el lugar de la pizza de kebab en la cocina sueca con el del kåldolmar, un tipo de col rellena que se originó como versión sueca del dolma turco en el siglo XVIII, y ha especulado con la posibilidad de que, al igual que el kåldolmar, algún día también se considere un plato tradicional.
La pizza de kebab se denomina a veces, en broma, el plato nacional de Suecia. Según las encuestas anuales de Onlinepizza, la pizza de kebab es una de las pizzas más populares en Suecia y la mayoría de los años ha sido la pizza con nombre más vendida, perdiendo a veces frente a la Vesuvio (una pizza con jamón); por lo tanto, es quizás el plato de comida rápida más popular del país. Año Nuevo es el día en que más pizzas se venden en Suecia, a menudo el doble que otros días. En 2016, el político Robert Hannah, miembro del Riksdag e hijo de un pizzero, propuso convertir el Día de Año Nuevo en el «día de la pizza de kebab», tanto por lo mucho que se venden pizzas en Año Nuevo como para honrar la herencia culinaria extranjera de Suecia y destacar los efectos positivos de la inmigración. La moción de Hannah calificó la pizza de kebab de «estrella brillante entre todas las pizzas». Durante la pandemia de COVID-19, las pizzas de kebab fueron una de las comidas rápidas más pedidas en Suecia, sobre todo en las grandes ciudades; por ejemplo, fue el plato más pedido a través de la empresa Foodora tanto en Gotemburgo como en Linköping.
Algunos comentaristas han descrito la pizza de kebab como una combinación de comida italiana y turca que podría horrorizar o confundir a ambas nacionalidades y como una «creación similar al monstruo de Frankenstein». El chef sueco Magnus Nilsson afirmó en 2015 que la pizza de kebab difiere tanto de sus orígenes italianos que «ya no es algo italiano hecho en Suecia, es sueco». También en 2015, Ellie Bennett, de The Local Italy, calificó la pizza de kebab de «decididamente no italiana». Algunos italianos han lamentado la pizza de kebab como un insulto a la cocina y el patrimonio cultural italianos.
En el Melodifestivalen 2008, el grupo Andra Generationen interpretó la canción Kebabpizza Slivovitza.
El 21 de julio de 2021, dos reclusos de la prisión de Hällby, cerca de Tumbo, tomaron como rehenes a dos funcionarios de prisiones y exigieron un helicóptero para escapar y veinte pizzas de kebab, una para cada recluso de su departamento. Tras nueve horas de negociaciones, se consiguió la liberación de los rehenes y los reclusos fueron puestos bajo custodia. Aunque no se les proporcionó un helicóptero, los reclusos recibieron las veinte pizzas de kebab, elaboradas por el pizzero Beshar Toma, de la pizzería Hällby. Como tenían prisa, los policías se fueron con las pizzas sin pagar. Tanto la pizzería Hällby como el Servicio de Prisiones y Libertad Condicional sueco confirmaron posteriormente que la pizzería había cobrado al día siguiente.